# Despot Visković
Despot Visković (Nagybecskerek, 1980. március 3. –) szerb labdarúgó, hátvéd.

## Életpályája

### Diósgyőr
2009 januárjában került a DVTK-hoz próbajátékra Jászberényből. Hamar meggyőzte Sisa Tibort, de az akkori zavaros helyzetek miatt, csak később igazolták le. Sisa Tibor elmondása szerint a Nemzeti Sport-ból tudta meg, hogy Dlusztus Imre leigazolta. Játékával az új edzőt, Gálhidi Györgyöt is meggyőzte, ezért került a csapatba.

### Korábbi klubjai
- Mladost Apatin
- Hajduk Kula
- Radnicski Beograd
- Jedinstvo
- Djingdao (kínai)
- Novi Pazar
- Jászberény

### NB1-es pályafutása
- Játszott meccsek: 21
- Gólok: -